# Lan Ying

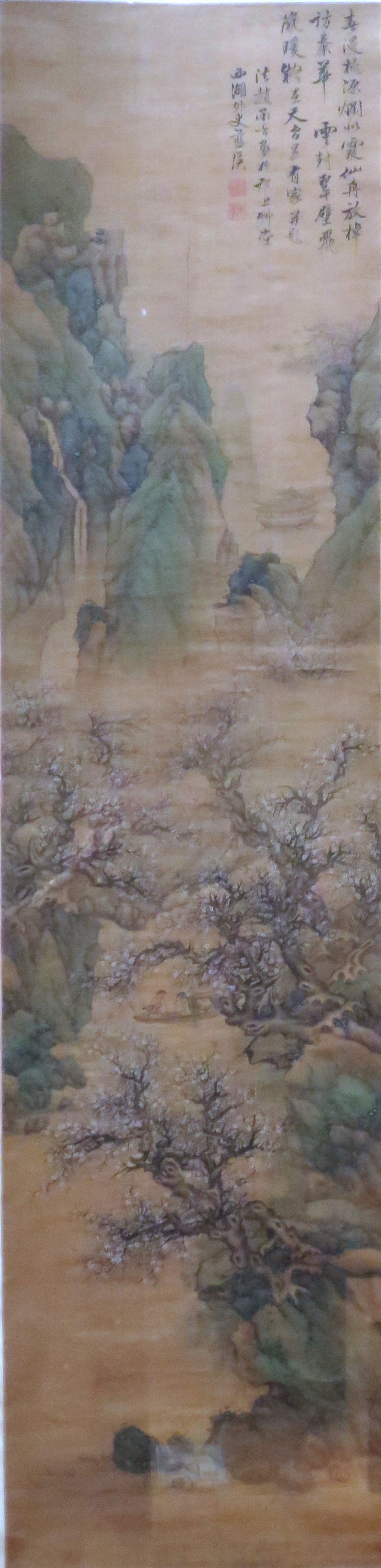
Bosc de presseguers de Lan Ying, Museu d'Art d'Honolulu

Lan Ying (xinès simplificat: 蓝瑛; xinès tradicional: 藍瑛; pinyin: Lán Yīng) fou un pintor durant la dinastia Ming. Nascut a Qiantang (actualment Hangzhou) cap al 1585 i mort el 1664. El seu fill, Lan Yu, i el seu net, Lan Shen, també foren pintors notables.

## Obra pictòrica
Aquest artista, que va inspirar-se en Huang Gongwang i Wu Zhen, es dedicà a pintar paisatges, figures humanes, flors i ocells: més tard es va vincular a l'escola Zhe. Les pintures d'aquesta escola, dirigida per Dai Jin, juntament amb les de l'escola de Jiangxia de Wu Wei, eren alienes a les de la cort. A causa de les dificultats per viure de la seva activitat artística, Lan Ying s'aproximà a l'estil dels lletrats. Al grup format per aquest pintor i els seus alumnes, se'l coneix per l'escola de Wulin (nom derivat d'un dels noms que havia tingut la ciutat de Hangzhou).